# Morgenberghorn
Il Morgenberghorn (2.249 m s.l.m.) è una montagna delle Prealpi Bernesi nelle Prealpi Svizzere.